# 8 de març
El 8 de març és el seixanta-setè dia de l'any del calendari gregorià i el seixanta-vuitè en els anys de traspàs. Queden 298 dies per finalitzar l'any.

## Esdeveniments
Països Catalans
- 1983, Illes Balears: s'hi fan les primeres eleccions al Parlament.
- 2003, la Viquipèdia en català arriba als 1.000 articles.

Resta del món
- 1618: Johannes Kepler formula la llei del moviments dels planetes (la rebutja inicialment després d'alguns càlculs, però la confirma el 15 de maig).
- 1910, Madrid: Reial Ordre del Ministeri d'Instrucció Pública que permet per primer cop la matriculació d'alumnes dones en tots els centres docents, sigui privats o públics.[1]
- 1933, Madrid: S'estrena al Teatro Beatriz Bodas de sangre, tragèdia en vers i en prosa de Federico García Lorca, escrita el 1931.[2]
- 2010, Basyurt, Turquia: Un terratrèmol mata 7 persones i en fereix un centenar.
- 2011, Ciutat de Mèxic, Mèxic: s'inaugura el Museu de la Dona.[3]

## Naixements
Països Catalans
- 1841 - Barcelona, Barcelonès: Valentí Almirall i Llozer, polític i escriptor català.(m.1904[4])
- 1897 - Palafrugell, Baix Empordà: Josep Pla i Casadevall, escriptor i periodista català.[5]
- 1901 - la Guàrdia Lada, Segarra: Ramon Balcells i Basomba, metge català.
- 1905 - Ripoll: Dolors Prat i Coll, la petita Montseny, líder anarcosindicalista catalana.[6]
- 1934:
  - Barcelona: Rodri, futbolista català (m. 2022).
  - Vidreres, la Selva: Martí Vergés i Massa, futbolista català.
- 1940 - Barcelona, Barcelonès: Joan Albert Mijares i Grau, metge, cirurgià i escriptor català.
- 1942 - València, l'Horta: Manuel Valdés Blasco, pintor i escultor valencià.
- 1944 - Barcelona: Mariona Carulla i Font, empresària i promotora cultural catalana.[7]
- 1946 - Barcelona, Barcelonès: José Manuel Lara Bosch, empresari i president del Grupo Planeta.
- 1947 - Barcelona, Barcelonès: Sílvia Tortosa, actriu catalana[8] (m. 2024).
- 1961 - Barcelonaː Trinitat Pradell Cara, física, investigadora, professora universitària i acadèmica catalana.[9]
- 1964 - Barcelona, Barcelonès: Sílvia Marsó, actriu de teatre, cinema i televisió catalana.[10]
- 1969 - Barcelona: Meritxell Budó i Pla, farmacèutica, política i alcaldessa de lla Garriga.[11]
- 1978 - Barcelona, Barcelonès: Sonia Fernández-Vidal, científica i escriptora catalana.[12]

Resta del món
- 1293, Toro: Beatriu de Castella, infanta de Castella i reina consort de Portugal (m. 1357).
- 1495, Montemor-o-Novo, Portugal: Joan de Déu, religiós portuguès, fundador de l'Ordre Hospitalari de Sant Joan de Déu.
- 1566, Venosa, Potenza: Carlo Gesualdo, príncep de Venosa, compositor del Renaixement.
- 1714, Weimar: Carl Philipp Emanuel Bach, compositor alemany.
- 1748, La Haia, Comtat d'Holanda: Guillem V d'Orange-Nassau, aristòcrata holandès.
- 1816, Berlín, Confederació Germànica: Jean Louis Cabanis, ornitòleg alemany.
- 1839, Shelbyville: Josephine Cochrane, inventora estatunidenca del rentaplats (m. 1913).[13]
- 1859, Edimburg, Escòcia: Kenneth Grahame, escriptor escocès (m. 1932)[14]
- 1865, Bloomington (Illinois), EUA: Frederic Goudy, dissenyador de tipus d'impremta estatunidenc (m. 1947)[15]
- 1872, Varsòvia, Imperi Rus: Anna Held, actriu polonesa.[16]
- 1873, Berlín, Segon Imperi Alemany: Eugen Rodominsky, compositor alemany.
- 1875, Posillipo, Itàlia: Franco Alfano, compositor i pianista italià.
- 1879, Frankfurt del Main, Segon Imperi Alemany: Otto Hahn, químic alemany.
- 1884, Londres, Anglaterra: Reginald Mills Silby, compositor anglès.
- 1886, South Norwalk, Connecticut, EUA: Edward Calvin Kendall, químic estatunidenc.
- 1892, Melo, Uruguai: Juana de Ibarbourou, poetessa uruguaiana.[17]
- 1907, Küpköy, Imperi Otomà: Konstandinos Karamanlís, polític grec (m. 1998)[18]
- 1910, Ciutat de Nova York, EUA: Claire Trevor, actriu estatunidenca.[19]
- 1911:
  - Paulo Afonso: Maria Bonita, cangaceira brasilera (m. 1938).
  - Somerville, EUA: Alan Hovhaness, compositor estatunidenc.
- 1920, Estocolm, Suècia: Eva Dahlbeck, autora i actriu sueca (m. 2008).[20]
- 1921, Amarillo, Texas, EUA: Cyd Charisse, actriu de cinema i ballarina estatunidenca.[21]
- 1925, Buenos Aires, Argentina: Marta Lynch, escriptora argentina.[22]
- 1926, Águilas, Espanya: Francisco Rabal, actor, guionista i director espanyol.
- 1926:
  - La Robla, Espanya: Josefina Aldecoa, escriptora espanyola.[23]
  - Sant Joan Lohitzune: Jeanette Campbell, nedadora argentina (m. 20023).
- 1927, Londres: Selma Huxley, historiadora canadenca que estudià la història balenera del País Basc al Canadà al s. XVI (m. 2020).[24]
- 1947, Madrid, Espanya: Florentino Pérez Rodríguez, empresari espanyol, president del Reial Madrid CF.
- 1949, Ica (Perú): Hugo Sotil, futbolista peruà.
- 1949, Lima (Perú): Teófilo Juan Cubillas Arizaga, futbolista peruà.
- 1954, Flums, Suïssa: Marie-Theres Nadig, esquiadora alpina suïssa.[25]
- 1957:
  - Lennestadt, Alemanya Occidental: Helga Schauerte-Maubouet, organista, concertista, musicòloga i editora franco-germànica.[26]
  - Xining (Xina): Zhao Leji, polític xinès[27]
- 1961, Eisenkappel-Vellach/Železna Kapla-Bela, Caríntia: Maja Haderlap, escriptora austríaca en eslovè i alemany.[28]
- 1963, Karlsruhe, Alemanya Occidental: Sasha Waltz, coreògrafa, ballarina i directora d'òpera alemanya.[29]
- 1965, Dakar, Senegal: Karin Mensah, cantant i pedagoga capverdiana.
- 1971, Kızıltepe, Turquia: Selma Irmak, política kurda, militant del Partit de la Pau i la Democràcia.
- 1977, Ginebra, Suïssa: Johann Vogel, futbolista suís.
- 1985, Hèlsinki, Finlàndia: Maria Ohisalo, política finlandesa, militant de la Lliga Verda.[30]
- 1988, Tirana, Albània: Jahmir Hyka, futbolista albanès.
- 1990, Bilovec, Txecoslovàquia: Petra Kvitová, tennista txeca.[31]

## Necrològiques
Països Catalans
- 1723 - Alacant, Alacantí: Isidre Escorihuela, mestre de capella i compositor valencià.
- 1956 - Ciutadella, Menorca: Margarita Florit Anglada, mestra i pedagoga menorquina (n. 1887).[32]
- 1987 - San Lorenzo de El Escorial,: Manuel Viola, poeta i pintor català (n. 1916).
- 1988 - Barcelona, Barcelonès: Ramon Sastre i Juan, arquitecte, poeta i escriptor català.
- 1993 - Santa Coloma de Gramenet, Barcelonès: Justa Balló i Salvà, bibliotecària catalana (n. 1899).[33]
- 2015 - Barcelona, Barcelonès: Maria Girona i Benet, pintora catalana.[34]
- 2019 - Barcelona, Barcelonès: Jaume Muxart i Domènech, pintor català (n. 1922).[35]
- 2020 - Barcelona, Barcelonès: Lluís Racionero i Grau, escriptor i assagista català.[36]

Resta del món
- 925 - Lucca: Berta de Lotaríngia, noble toscana, molt activa políticament.[37]
- 1126 - Saldaña, Palència: Urraca I de Lleó, reina de Lleó i de Castella (n. 1081).[38]
- 1389 - Lieja, principat de Lieja: Arnold d'Horne, príncep-bisbe d'Utrecht i de Lieja.
- 1466 - Milà, Ducat de Milà: Francesc I Sforza, aristòcrata toscà, Duc de Milà.
- 1616 - Graz, Arxiducat d'Àustria: Maria Anna de Baviera, aristòcrata austríaca, emperadriu consort de Ferran II d'Habsburg.
- 1723 - Londres (Anglaterra): Sir Christopher Wren científic i arquitecte anglès (n. 1632).[39]
- 1869 - París, França: Hector Berlioz, compositor francès.(n. 1803)[40]
- 1874 - Buffalo, Estats Units: Millard Fillmore, polític estatunidenc, 13è president dels Estats Units. (n. 1800).[41]
- 1901 - Anvers, Bèlgica: Peter Benoit, compositor belga.
- 1917:
  - Berlín, Segon Imperi Alemany: Ferdinand von Zeppelin, dissenyador aeronàutic alemany.
  - La Corunya, Espanya: Eduardo Pondal, escriptor en gallec.
- 1919 - Niort, França: Auguste Tolbecque, violoncel·lista francès.
- 1923 - Amsterdam, Països Baixos: Johannes Diderik van der Waals, físic neerlandès, Premi Nobel de Física de 1910. (n. 1837)[42]
- 1925 - Brussel·les: Juliette Wytsman, pintora impressionista i gravadora belga (n. 1866).[43]
- 1930 - Washington DC, Estats Units: William Howard Taft, polític i advocat estatunidenc, 27è president dels Estats Units (n. 1857)[18]
- 1935 - Xangai, Xina: Ruan Lingyu, actriu xinesa, figura cabdal del cinema mut xinès dels anys 30.[44]
- 1941 - Madrid, Espanya: Josep Serrano i Simeón, compositor valencià, autor de l'actual himne oficial del País Valencià.
- 1968 - Madrid, Espanya: Margarita Nelken, escriptora i política espanyola (n. 1894).[45]
- 1944 - Istanbul, Turquia: Hüseyin Rahmi Gürpınar, novel·lista i dramaturg turc.
- 1968 - Ciutat de Mèxic: Margarita Nelken, escriptora i política feminista (n. 1894).[46]
- 1971 - Beverly Hills, Califòrnia, (EUA): Harold Lloyd, actor i productor de pel·lícules estatunidenc, va ser especialment famós per les seves comèdies durant el període del cinema mut.(n. 1893).[47]
- 1980 - Zúric, Suïssa: Max Miedinger, tipògraf i agent comercial suís.
- 1983:
  - Fort Lauderdale, Miami, EUA: Chabuca Granda, cantautora peruana de música criolla (n. 1921).[48]
  - Ischia (Itàlia): William Walton, compositor anglès (n. 1902).[49]
- 1999 - Buenos Aires, Argentina: Adolfo Bioy Casares, escriptor argentí.
- 2001 - Londres, Regne Unit: Ninette de Valois, ballarina i coreògrafa irlandesa (n. 1898).[50]
- 2016 - Londres, Anglaterra: George Martin, músic anglès, productor musical del grup The Beatles.(n. 1926)[51]
- 2017 - Beverly Hills, Estats Units: George Andrew Olah, químic estunidenc d'origen hongarès.
- 2020 - París, França: Max von Sydow, actor d'origen suec.

## Festes i commemoracions
- Dia Internacional de les Dones
- Onomàstica: sants Joan de Déu, fundador de l'Orde Hospitalari de Sant Joan de Déu (OH); Veremon d'Irache, abat; Julià de Toledo i Asturi Serrà, bisbes de Toledo; Joan Ögmundsson, bisbe de Hólar; Apol·loni i Filemó d'Arsinoe, màrtirs egipcis; beat Faustino Míguez, prevere i fundador de les Filles de la Divina Pastora; serventa de Déu Sebastiana Lladó i Sala, fundadora de les Germanes Missioneres dels Sagrats Cors; Aurèlia de Niça, màrtir.